# Sven Hillenkamp
Sven Hillenkamp (* 7. März 1971 in Bonn) ist ein deutscher Soziologe, Philosoph und Schriftsteller.

## Leben
Sven Hillenkamp wurde in Bonn geboren, wuchs aber neben seiner Geburtsstadt Bonn auch in Paris und Genf auf. Er studierte Islamwissenschaften, Wirtschafts- und Sozialgeschichte sowie Politikwissenschaft, zudem Soziologie und Philosophie. Sein Studium brach er 1998 ab. Er war Redakteur der Zeitschrift Forschungsjournal Neue Soziale Bewegungen und arbeitete für verschiedene andere Zeitungen, verfasste etwa Satiren für Die Wahrheit in der taz; von 2001 bis 2004 war er Redakteur der Wochenzeitung Die Zeit.
2007 zog Sven Hillenkamp in die schwedische Hauptstadt Stockholm, in der er seitdem lebt. Im selben Jahr begann er eine auf vier Bände angelegte Buchreihe von philosophischen Untersuchungen, die den Zeitgeist moderner westlicher Gesellschaften zum Thema haben. Aus dieser Buchreihe mit dem Arbeitstitel Zwänge der Freiheit. Die neuen Formen der Faktizität erschien 2009 als erster Band Das Ende der Liebe, für das er im folgenden Jahr den mit 10.000 Euro dotierten Clemens-Brentano-Preis erhielt; gewürdigt wurde vor allem sein „mutige[r] Versuch, den Zustand der Liebe in der Gegenwart zu fassen.“ 2012 erschien sein literarisches Debüt Fußabdrücke eines Fliegenden, das eine Sammlung von Reflexionen, Essays, Kurzgeschichten und Gedichten enthält. Im Jahr 2016 folgte mit Negative Moderne der zweite Band aus Hillenkamps Großprojekt.
2015 nahm Hillenkamp einen Lehrauftrag an der Universität der Künste in Berlin an. Seit dieser Zeit beschäftigt sich Hillenkamp vermehrt mit künstlerischer Arbeit.
Hillenkamp ist mit einer schwedischen Psychologin liiert, hat zwei Kinder und lebt als freier Autor in Stockholm und Berlin.

## Werke
- Das Ende der Liebe. Gefühle im Zeitalter der unendlichen Freiheit. München, Klett-Cotta 2009.
- Fußabdrücke eines Fliegenden. München, Klett-Cotta 2012.
- Negative Moderne. Moderne Strukturen der Freiheit und der Sturz ins Nichts. München, Klett-Cotta 2016.